# كرين انتونيسكو
كرين أنتونيسكو (بالرومانية: Crin Antonescu)‏ (نطق روماني: ‎[ˈd͡ʒe̯ord͡ʒe ˈkrin la.uˈrent͡sju antoˈnesku]‏; من مواليد 21 سبتمبر 1959) هو سياسي الرومانية، الذي يشغل حاليا منصب رئيس حزب الوطنيين الأحرار (PNL). وهو عضو في مجلس الشيوخ. وتوحيد انتخابه جرت خلال انتخابات عام 2008 التشريعية. بين عامي 1996 و2008 وكان عضوا في مجلس النواب، بصفته زعيما للحزب المندوبين بين عامي 2007 و2008. في 3 يوليو 2012 انتخب رئيسا لمجلس الشيوخ بعد هذا الأخير رفض الزعيم السابق فاسيلي بلاغا من المكتب. أصبح القائم بأعمال رئيس رومانيا في 10 يوليو 2012 بعد أن أوقف البرلمان للمرة الثانية ترايان باسيسكو يوم 6 يوليو 2012.

## النشأة والتعليم
ولدت في أنطونيسكو تولسيا، مقاطعة تولسيا. بعد طلاق والديه وقال انه أثير من قبل والده الذي شجعه على حضور كلية التاريخ والفلسفة في الجامعة الوطنية في بوخارست، وذلك لتصبح معلمة التاريخ.

## مهنة محترفة
عند تخرجه في عام 1985، عملت كرين أنطونيسكو كمدرس التاريخ في قرية فاسلوي Soleşti مقاطعة. وعاد في وقت لاحق إلى تولسيا، واستمرار نشاطه في تدريس Niculiţel حتى عام 1989. أنطونيسكو عملت أمينة للتولسيا متحف التاريخ وعلم الآثار انطلاقا من 1989 حتى 1990، عندما استأنف نشاطه التدريس في مدرسة «هاريت حارة» العليا في تولسيا، وذلك قبل أن يتم انتخابها في مجلس النواب.

## شهادة السياسية
عند الانضمام لحزب الوطنيين الأحرار، وساعد أنطونيسكو تنظيم فرع تولسيا للحزب. في عام 1995، انتخب PNL نائب الرئيس، وبعد ذلك قائدا للسياسيين ليبراليين نشط في مجلس النواب، وعقد هذا المنصب لولاية غير متتالية اثنين. خلال نشاطه في مجلس النواب، وكان عضوا في لجنة التعليم والشباب والرياضة، وجنة الشؤون الخارجية ولجنة الفنون والثقافة والإعلام.
وكان كرين أنطونيسكو وزير الرومانية للشباب والرياضة من 1997 إلى 2000. هو بدأ سلسلة من الإصلاحات، وأهمها الأبد القانونية للرياضيين الروماني مع نتائج الأولمبية كبيرة.
اعتبارا من مارس 20، 2009، وكان كرين أنطونيسكو رئيس حزب الوطنيين الأحرار، بالإضافة إلى كونه مرشح الحزب للانتخابات الرئاسية لعام 2009 في رومانيا. في سبتمبر 2009، كان يقع كرين أنطونيسكو الثالث في أفضليات التصويت الرومانيين 'للانتخابات الرئاسية لعام 2009. اعتبارا من مايو 2011 هو له الفضل من قبل استطلاعات الرأي العام كما في الخط الأول للانتخابات الرئاسية المقبلة.
بعد تعليق الرئيس الروماني ترايان باسيسكو يوم 3 يوليو 2012، تولى رئاسة الجمهورية بالنيابة. وقال، انه سيتقاعد من السياسة، وإذا باسيسكو يعود إلى القصر الرئاسي.

## الحياة الشخصية
أنطونيسكو أول انتحارية اوريليا زوجة الملتزم في عام 2004 بسبب مرضها من مرض السرطان. الزوج لديها ابنة، ايرينا، ولدت في عام 2001. في حزيران 2009، أعلنت أنطونيسكو سوف يتزوج مرة أخرى لأدينا حزب Vălean زميله، الذي كان قد طلقت زوجها في العام قبل الماضي. تعادل الزوجين عقدة في 25 سبتمبر 2009.

## وصلات خارجية
- (بالرومانية) CrinAntonescu.ro, official candidacy website